# Temperatuurmethode
De temperatuurmethode is een anticonceptiemethode, die in combinatie met de slijmwaarneming betrouwbaarder is dan wanneer alleen de temperatuur bijgehouden wordt. We noemen het dan de sympto-thermale methode. Die combinatie maakt dat de methode bij goede toepassing de betrouwbaarheid van de pil en het spiraaltje evenaart.
Om de temperatuurmethode betrouwbaarder te maken worden een aantal lichamelijke symptomen van de vrouw gecombineerd: de basale temperatuur (gemeten bij het wakker worden), het cervixslijm (baarmoederhalsslijm) en evt. de baarmoedermond. Door deze symptomen te observeren, in te vullen op een cycluskaart en aan de hand van een aantal regels te interpreteren, kan de vrouw elke cyclus vaststellen wanneer haar vruchtbare en onvruchtbare dagen zijn. Op basis hiervan kunnen partners besluiten al dan niet gemeenschap of seksueel contact te hebben. De methode is dus niet alleen te gebruiken als anticonceptie, maar ook bij kinderwens, omdat de vrouw leert wanneer de meest vruchtbare dagen in de cyclus zijn.
De methode is o.a. gebaseerd op het feit dat bij iedere eisprong de lichaamstemperatuur van de vrouw met minstens 0,2 °C stijgt. Dit kan waargenomen worden door elke dag op eenzelfde tijdstip, vóór het opstaan, de lichaamstemperatuur van de vrouw tot op tienden van graden Celsius te meten met een daarvoor geschikte thermometer, en de gegevens in een grafiek bij te houden. Vanaf de avond van de derde dag van de temperatuurstijging is er zekerheid dat de vruchtbare fase van de menstruatiecyclus voorbij is. Tot dan dient onthouding  in acht genomen te worden teneinde een bevruchting te voorkomen. Ook vóór de eisprong / temperatuurverhoging dient seksueel contact vermeden te worden. Daarvoor vertrouwt men op de waarneming van bepaalde symptomen, met name het optreden van het transparante, dradentrekkende vruchtbare slijm dat in de opmaat naar de vruchtbare periode van de cyclus door de baarmoedermond geproduceerd wordt. 
Gedurende de cyclus verandert het uiterlijk van het slijm. Buiten de vruchtbare periode kan het slijm in de vagina weliswaar wit en dik zijn, maar zijn er geen draden tussen duim en wijsvinger te trekken met het slijm. Men spreekt dan van de sympto-thermale methode. De methode vraagt een goede motivatie van beide partners, en wordt niet zelden als relatieverbeterend ervaren, omdat man en vrouw in gesprek raken over hun seksuele betrekkingen met respect voor het functioneren van beider lichaam (hetgeen bij kunstmatige middelen veel minder het geval is). Indien correct toegepast bereikt de symptothermale methode een betrouwbaarheid (Pearl-index) die vergelijkbaar is met de pil.